# Charlotte the Harlot
Charlotte the Harlot е името на песен на британската хевиметъл група Iron Maiden. Шарлот е и героиня в общо четири песни на групата. Първата е от дебютния им албум, написна от Дейв Мъри и се казва „Charlotte the Harlot“.
Втората е „22 Acacia Avenue“ от „The Number of the Beast“. Този път автори са Стив Харис и Ейдриън Смит. Заглавието е всъщност адреса на Шарлот и показва къде всъщност тя приключва карирата си на проститутка.
„Hooks in You“ от „No Prayer for the Dying“ обикновено е сочена за третата песен за Шарлот. Въпреки това текста никъде не говори пряко за нея. Казва се само, че героят има ключа за гледката от номер 22. Трябва да се отбележи, Ейдриън Смит, който пише песента заедно с Брус Дикинсън, има проблеми с новия стил на групата след „Somewhere in Time“ и „Seventh Son of a Seventh Son“, което може би е причина за връщането към теми от по-ранни творби на групата.
„From Here to Eternity“ от „Fear of the Dark“ разказва как Шарлот е прелъстена от човек и моторът му. От текста може да се предположи, че Шарлот умира в тази песен.
Въпреки че последните две песни са явно продължение на темата от първите две, не е формиран някакъв завършен разказ. Все пак от третата и четвъртата песен се разбира, че Шарлот завършва живота си като проститутка на Акация авеню 22.
Когато по време на интервю питат Стив Харис, „има ли истинска Шарлот“, той отговаря „да, нещо такова“ преди да смени темата. Пол Ди'Ано обаче твърди, че такава жена съществува и е била известна проститутка в Уолтхамстоу, която живеела на Маркхаус роуд. Независимо от това Ди'Ано често е казвал неща, които се оказва, че не са напълно верни.

## Състав
- Пол Ди'Ано – вокал
- Дейв Мъри – китара
- Денис Стратън – китара
- Стив Харис – бас
- Клиф Бър – барабани